# Kurier Siedlecki
Kurier Siedlecki – bezpłatny miesięcznik regionalny, ukazujący się na terenie Siedlec, wydawany jest przez Urząd Miasta Siedlce. Oprócz wydania papierowego gazeta dostępna jest również w wersji elektronicznej. Opisuje najważniejsze wydarzenia minionego miesiąca, sesje rady Miasta, informacje radnych i UM.